# Judo na Igrzyskach Azji Południowo-Wschodniej 2019
Turniej judo na Igrzyskach Azji Południowo-Wschodniej w 2019 został rozegrany w San Fernando na Filipinach, w dniach 4-7 grudnia 2019 roku, na terenie Laus Group Event Center.

## Tabela medalowa
Gospodarz zawodów został zaznaczony kolorem.
| Miejsce | Kraj      | Złoto | Srebro | Brąz | Razem |
| 1.      | Tajlandia | 7     | 2      | 3    | 12    |
| 2.      | Indonezja | 4     | 2      | 4    | 10    |
| 3.      | Filipiny  | 3     | 1      | 9    | 13    |
| 4.      | Wietnam   | 2     | 4      | 4    | 10    |
| 5.      | Mjanma    | 0     | 2      | 3    | 5     |
| 6.      | Laos      | 0     | 2      | 1    | 3     |
| 7.      | Malezja   | 0     | 2      | 0    | 2     |
| 8.      | Singapur  | 0     | 1      | 2    | 3     |
| Razem   | Razem     | 16    | 16     | 26   | 58    |

## Wyniki

### mężczyźni
| Waga         | Złoto:                                                                           | Srebro:                                                                                      | Brąz: |
| 66 kg        | Shugen Nakano                                                                    | Budi Prasetiyo                                                                               | Aung Zayar Tun Surasak Puntanam |
| 73 kg        | Iksan Apriyadi                                                                   | Nguyễn Tấn Công                                                                              | Ace Ang Keisei Nakano |
| 81 kg        | Masayuki Terada                                                                  | Gilbert Ramirez                                                                              | Xayasan Chittakon |
| 90 kg        | Lê Anh Tài                                                                       | Kittipong Hantratin                                                                          | Carl Dave Aseneta Aaron Ng |
| 100 kg       | Gede Ganding Kalbu Soethama                                                      | Low Yilong                                                                                   | John Viron Ferrer Wei Puyang |
| +100 kg      | I Gede Agastya Darma Wardana                                                     | Muhammad Ruzaini Abdul Razak                                                                 | Shin Matsumura Nguyễn Châu Hoàng Lân |
| Nage-no kata | Sangob Sasipongan Pongthep Tumrongluk                                            | Chindavon Syvanevilay Phisath Sisaketh                                                       | Chit Min Min Ko Maing San |
| Drużynowo    | Kittipong Hantratin Prasit Poolklang Surasak Puntanam Wei Puyang Masayuki Terada | Bùi Thiện Hoàng Lê Khắc Nhân Nguyễn Châu Hoàng Lân Nguyễn Hải Bá Nguyễn Tấn Công Phan Vũ Nam | Carl Dave Aseneta Lloyd Dennis Catipon Jackielou Agon Escarpe John Viron Ferrer Shin Matsumura Daryl Mercado Kodo Nakano Bryan Quillotes Rick Jayson Senales Marco Tumampad Budi Prasetiyo Gede Ganding Kalbu Soethama Gregory Ignacito Jeremy I Gede Agastya Darma Wardana I Kadek Pasek Karisna Iksan Apriyadi |

### kobiety
| Waga       | Złoto:                                                                                       | Srebro: | Brąz: |
| 52 kg      | Kachakorn Warasiha                                                                           | Khin Khin Su | Khrizzie Pabulayan Nguyễn Thị Thanh Thủy |
| 57 kg      | Ni Kadek Anny Pandini                                                                        | Nguyễn Thị Bích Ngọc | Rena Furukawa |
| 63 kg      | Kiyomi Watanabe                                                                              | Nik Norlydiawati Nik Azman                                                                                                  | Noe Wai Chu Myat |
| 70 kg      | Mariya Takahashi                                                                             | Surattana Thongsri | I Gusti Ayu Putu Guna Kakihara |
| 78 kg      | Ikumi Oeda                                                                                   | Aung Aye Aye | Tiara Arta Garthia Võ Thị Phương Quỳnh |
| +78 kg     | Thonthan Satjadet                                                                            | Nguyễn Thị Như Ý | I Dewa Ayu Mira Widari Ryoko Salinas |
| Jū-no kata | Pitima Thaweerattanasinp Suphattra Jaikhumkao                                                | Mayouly Phanouvong Phonevan Syamphone                                                                                       | Trần Lê Phương Nga Nguyễn Thị Bảo Ngọc |
| Drużynowo  | Hà Thị Nga Hồ Thị Như Vân Nguyễn Ngọc Diễm Phương Nguyễn Thị Diệu Tiên Nguyễn Thị Thanh Thủy | Amanah Nur Istiqomah I Dewa Ayu Mira Widari I Gusti Ayu Putu Guna Kakihara Ni Kadek Anny Pandini Syerina Tiara Arta Garthia | Megumi Delgado Ma. Jeanalane Lopez Jenielou Mosqueda Khrizzie Pabulayan Ryoko Salinas Mariya Takahashi Kiyomi Watanabe Ikumi Oeda Surattana Thongsri Kachakorn Warasiha Yuriko Warasiha |